# WikiHow
WikiHow es un proyecto colaborativo en tecnología wiki. Posee una base de datos con manuales (How-to's). El sitio autoriza la reproducción de sus contenidos bajo una licencia Creative Commons, by-nc-sa, es decir "Atribución - No Comercial - Mantener bajo la misma licencia"; usa además una versión bastante modificada de MediaWiki 1.6. Aparte de la   versión original en inglés, existen versiones del proyecto en alemán, español, francés, polaco y turco.

## Historia
En enero del 2005, los dueños de eHow, Jack Herrick y Josh Hannah, iniciaron wikiHow, un proyecto colaborativo con el propósito de construir la colección de manuales de ayuda más amplia del mundo. Aunque eHow ya contenía instrucciones de cómo hacer miles de cosas, wikiHow permite que una comunidad de voluntarios construyan algo aún más amplio. eHow se vendió el 28 de abril de 2006, y wikiHow se lanzó como un sitio independiente con su propio dominio.
Para enero del 2014, la cantidad de usuarios registrados superaba por poco los 781,900.